# GSC2194-2347
GSC2194-2347 — хімічно пекулярна зоря спектрального класу F0, що має видиму зоряну величину в смузі V приблизно  8,9.
Вона  розташована на відстані близько 541,8 світлових років від Сонця.

## Пекулярний хімічний склад
Зоряна атмосфера GSC2194-2347 має підвищений вміст 
Eu
.